# Bistum Colatina

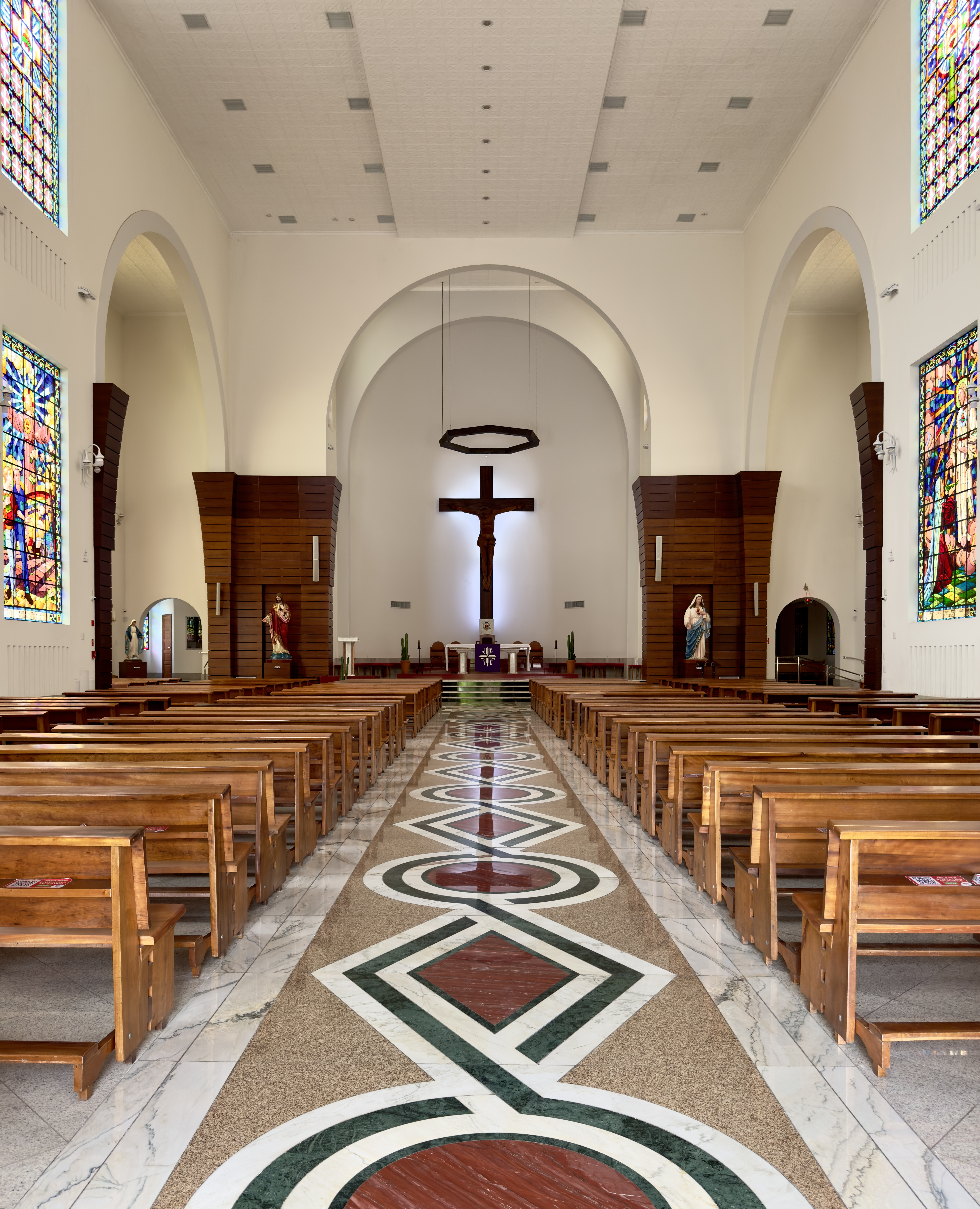
Innenaufnahme der Herz-Jesu-Kathedrale in Colatina

Das Bistum Colatina (lateinisch Dioecesis Colatinensis, portugiesisch Diocese de Colatina) ist eine in Brasilien gelegene römisch-katholische Diözese mit Sitz in Colatina im Bundesstaat Espírito Santo.

## Geschichte
Das Bistum Colatina wurde am 23. April 1990 durch Papst Johannes Paul II. aus Gebietsabtretungen des Erzbistums Vitória errichtet und diesem als Suffraganbistum unterstellt.

## Bischöfe von Colatina
- Geraldo Lyrio Rocha, 1990–2002, dann Erzbischof von Vitória da Conquista
- Décio Zandonade SDB, 2003–2014
- Joaquim Wladimir Lopes Dias, 2015–2021, dann Bischof von Lorena
- Lauro Sérgio Versiani Barbosa, seit 2021